# ياماغوتشي-غومي

شعار المنظمة

ياماغوتشي-غومي (باليابانية: 六代目山口組) هي أكبر منظمة ياكوزا في اليابان. أخذت اسمها من مؤسسها هاروكيتشي ياماغوتشي. بدايتها تعود إلى مدينة كوبه اليابانية قبل الحرب العالمية الثانية.
وهي واحدة من أكبر المنظمات الإجرامية في العالم. وفقا لوكالة الشرطة الوطنية اليابانية أن لديها 20400 عضو فاعل وأعضاء مرتبطين بها قرابة 18600 بمجموع 39000 عضو وذلك حتى عام 2007.
عضويتها تشكل 45% من الياكوزا في اليابان. القادة البارزون في ياماغوتشي-غومي عددهم 102 شخص.
هي من بين أغنى العصابات في العالم، حيث تجني المليارات من الدولارات سنويا من خلال الابتزاز ، القمار ، صناعة الجنس ، الأسلحة وتهريب المخدرات، العقارات والرشوة. وهم يشاركون أيضا في التلاعب في الأسواق المالية والمواد الإباحية الإنترنت.
يقع مقرها في كوبه، لكنها تعمل في جميع أنحاء اليابان. على الرغم من الحملات التي استمرت إلى أكثر من عقد من الزمن من قبل الشرطة لكن أعدادهم ظلت تنمو.

## زعماء المنظمة
- هاروكيتشي ياماغوتشي (1915–1925)
- نوبورو ياماغوتشي (ابن هاروكيتشي ياماغوتشي) (1925–1942)
- كازو توكا (1946–1981)
- ماساهيسا تاكيناكا (1984–1985)
- يوشينوري واتانابي (1989–2005)
- شينوبو تسوكاسا (2005–الآن)

## دعم الإغاثة بعد الكوارث
مباشرة بعد زلزال كوبه عام 1995، بدأت ياماغوتشي غومي جهود الإغاثة على نطاق واسع لضحايا الزلزال، والمساعدة في توزيع المواد الغذائية والإمدادات. وكانت هذه المساعدة ضرورية لسكان كوبه، لأن الدعم الرسمي كان فوضوياً لعدة أيام.
كما قدمت الإغاثة في أعقاب زلزال وتسونامي توهوكو 2011 من خلال فتح مكاتبها للجمهور وعن طريق إرسال الإمدادات إلى المناطق المتضررة.

## اغتيال أتشو إيتو
في 17 أبريل 2007، تيتسويا شيرو، وهو عضو بارز في عصابة سويشين-كاي (عصابة ياكوزا تابعة لياماغوتشي غومي)، قام باغتيال أتشو إيتو محافظ مدينة ناغازاكي، بسبب خلاف على الأضرار التي لحقت سيارة شيرو في موقع بناء عام. في 26 مايو 2008 حكم على تيتسويا شيرو بالإعدام. لكن ألغت محكمة فوكوكا العليا حكم الإعدام وحكم عليه بالسجن مدى الحياة في 29 سبتمبر 2009.